# Centrophorus westraliensis
O Centrophorus westraliensis é uma espécie de tubarão pertencente à familia Centrophoridae.